# Suite régularisante

Visualisation de l'effet d'une fonction régularisante en dimension 1. En bas, on voit qu'une fonction présentant un coin et une discontinuité (en rouge), devient lisse par effet de la régularisation (en bleu).

En mathématiques, une suite régularisante est une suite de fonctions régulières utilisées afin de donner une approximation lisse de fonctions généralisées, le plus souvent par convolution afin de lisser les discontinuités.

## Définition
Une suite {\displaystyle (\varphi _{n})} de fonctions tests (c.-à-d. C∞ à support compact) sur {\displaystyle \mathbb {R} ^{d}} est dite régularisante si,,, pour tout indice {\displaystyle n} :
- {\displaystyle \varphi _{n}\geq 0} ;
- {\displaystyle \int _{\mathbb {R} ^{d}}\varphi _{n}(x)\,\mathrm {d} x=1} ;
- le support de {\displaystyle \varphi _{n}} est inclus dans une boule {\displaystyle B(0,\varepsilon _{n})}
avec {\displaystyle \lim _{n\to \infty }\varepsilon _{n}=0}[4] : les fonctions sont donc de plus en plus resserrées autour de l'origine[5].

## Fonction régularisante

La fonction en dimension 1.

La façon la plus simple de construire une suite régularisante est de partir d'une fonction régularisante, c.-à-d. une fonction {\displaystyle \varphi }, C∞ à support compact, positive et d'intégrale 1 (sur ℝd), et de poser {\displaystyle \varphi _{n}(x):=n^{d}\varphi (nx)}.
Une telle fonction {\displaystyle \varphi } existe, : il suffit par exemple de considérer la fonction {\displaystyle \psi } sur ℝd définie par
{\displaystyle \psi (x)={\begin{cases}\exp \left(-{\tfrac {1}{1-|x|^{2}}}\right)&{\text{ si }}|x|<1\\0&{\text{ si }}|x|\geq 1\end{cases}}}
(où {\displaystyle |~~|} désigne la norme euclidienne) puis, en notant {\displaystyle c} l'intégrale de {\displaystyle \psi }, de poser
{\displaystyle \varphi :={\frac {1}{c}}\psi }.
Cette fonction régularisante est même symétrique, c.-à-d. que {\displaystyle \varphi (x)} ne dépend que de {\displaystyle |x|}.

## Propriétés
Les suites régularisantes sont principalement utilisées en théorie des distributions, afin de passer d'un problème sur des fonctions généralisées à une restriction aux fonctions régulières, plus simples à manier.
La convolée d'une distribution {\displaystyle T} par une fonction test {\displaystyle \varphi } est une fonction de classe C∞, dont le support est inclus dans la somme de Minkowski du support de {\displaystyle \varphi } et du support de la distribution {\displaystyle T}.
Soit {\displaystyle T} une distribution et {\displaystyle (\varphi _{n})} une suite régularisante. Alors la suite des distributions régulières associées aux fonctions {\displaystyle T\ast \varphi _{n}} converge vers {\displaystyle T} dans {\displaystyle {\mathcal {D}}'}, autrement dit : {\displaystyle \forall f\in {\mathcal {D}}\quad \varphi _{n}\ast f\to f} (dans {\displaystyle {\mathcal {D}}}). Plus généralement :
Théorème — Pour toute suite régularisante {\displaystyle (\varphi _{n})} sur {\displaystyle \mathbb {R} ^{d}} :
- si {\displaystyle X} est l'un des espaces {\displaystyle {\mathcal {D}}^{m}(\mathbb {R} ^{d})}, {\displaystyle {\mathcal {E}}^{m}(\mathbb {R} ^{d})} ({\displaystyle 0\leq m\leq \infty }) ou Lp(ℝd) ({\displaystyle 1\leq p<\infty }) alors {\displaystyle \forall f\in X\quad \varphi _{n}\ast f\to f} dans {\displaystyle X}[1] ;
- pour toute fonction {\displaystyle f} mesurable bornée sur {\displaystyle \mathbb {R} ^{d}} et continue sur un compact {\displaystyle K}, {\displaystyle \varphi _{n}\ast f\to f} uniformément sur {\displaystyle K}[11].

## Applications
Les suites régularisantes sont utilisées pour démontrer la densité des fonctions continues dans des espaces fonctionnels plus généraux, comme les espaces Lp ou de Sobolev.
Elles sont également utilisées pour montrer l'équivalence des formulations faibles et fortes d'équations différentielles au sens des distributions.